# Іда Губачкова
Іда Губачкова (чеськ. Ida Hubáčková, 1 жовтня 1954) — чеська хокеїстка на траві.
Срібна призерка Олімпійських Ігор 1980 року.